# 法拉卡拉
法拉卡拉（法語：Farakala），是馬里的城鎮，位於該國中部，由錫卡索區的錫卡索省負責管轄，處於錫卡索以西40公里，面積280平方公里，2009年人口7,960，人口密度每平方公里28人。